# CSS Texas (1865)
De CSS Texas was een ironclad - een met staal gepantserd houten schip - van de Geconfedereerde Staten van Amerika tijdens de Amerikaanse Burgeroorlog.

## Geschiedenis
De kiel van de CSS Texas werd gelegd in Richmond (Virginia). De Texas behoorde tot de Tennessee-klasse ironclads. De ironclad was de eerste soort pantserschip. Het schip had twee zusterschepen, de CSS Tennessee II en de CSS Columbia. In januari 1865 werd de CSS Texas tewatergelaten. Toen Robert E. Lee zich op 3 april dat jaar terugtrok uit Richmond werd het schip onafgewerkt achtergelaten. Daarmee was de Texas een van de slechts twee schepen die niet werden vernietigd door het terugtrekkende geconfedereerde leger. Nadat de Verenigde Staten de stad de volgende dag innamen werd het in dienst genomen door de Amerikaanse marine maar nooit ingezet. Tot 15 oktober 1867 lag het in Naval Station Norfolk waarna het verkocht werd aan een zekere J. N. Leonard.